# Wyrostek mieczykowaty

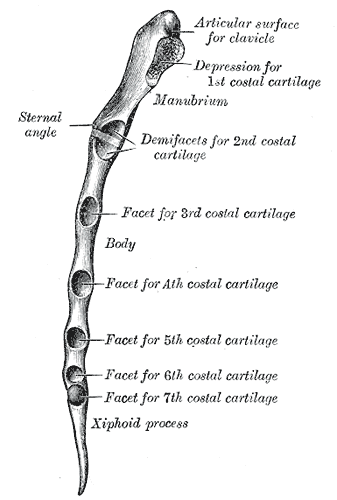
Mostek człowieka, widok z boku. Wyrostek mieczykowaty podpisany Xiphoid process.

Wyrostek mieczykowaty (łac. processus xiphoideus, xiphisternum) – doogonowa część mostka u części kręgowców – większości współczesnych gadów i ssaków.
U człowieka jest to najniżej położona z trzech kości tworzących mostek i zarazem najmniejsza jego część. Wyrostek mieczykowaty od góry graniczy z trzonem mostka. Jest miejscem przyczepu niektórych mięśni brzucha. Może być zakończony ostro, a także rozdwajać się, czasem posiada wpuklenie od przodu lub z boku. Można go wyczuć w postaci twardego guzka w dole nadbrzusznym (dołku sercowym). Połączenie wyrostka mieczykowatego z mostkiem ustala dolną granicę centralnej części klatki piersiowej.